# Amphibolia (Aizoaceae)
Amphibolia là một chi thực vật thuộc họ Aizoaceae.

## Các loài
Bao gồm các loài:
- Amphibolia laevis
- Amphibolia obscura, H.E.K.Hartmann
- Amphibolia rupis-arcuatae
- Amphibolia saginata
- Amphibolia succulenta